# ドニー・ジョゼフ
ドン・アトリー・ジョゼフ（Don Atley Joseph, 1987年11月1日 - ）は、アメリカ合衆国・テキサス州サンマルコス出身の元プロ野球選手（投手）。左投左打。

## 経歴

### レッズ傘下時代
2009年、MLBドラフト3巡目（全体88位）でシンシナティ・レッズから指名され、6月12日に契約。ルーキー級ビリングス・マスタングスで8試合に登板後、7月にA級デイトン・ドラゴンズへ昇格。A級では16試合に登板し、2勝2敗4セーブ、防御率4.35だった。
2010年はA級デイトン、A+級リンチバーグ・ヒルキャッツ、AA級カロライナ・マドキャッツでプレー。A+級では31試合に登板し、0勝4敗17セーブ、防御率2.31だった。
2011年はAA級カロライナで57試合に登板し、1勝3敗8セーブ、防御率6.94だった。
2012年はAA級ペンサコーラ・ブルーワフーズで開幕を迎え、26試合に登板。4勝2敗13セーブ、防御率0.89と好投し、6月にAAA級ルイビル・バッツへ昇格。AAA級では18試合に登板し、4勝1敗5セーブ、防御率2.86だった。

### ロイヤルズ時代
2012年7月31日にジョナサン・ブロクストンとのトレードで、J.C.スルバランと共にカンザスシティ・ロイヤルズへ移籍した。移籍後はAAA級オマハ・ストームチェイサーズで11試合に登板し、1勝0敗2セーブ、防御率4.15だった。オフの11月20日にロイヤルズとメジャー契約を結び、40人枠入りした。
2013年2月15日にロイヤルズと1年契約に合意。3月27日にAAA級オマハへ異動し、開幕をAAA級で迎えた。7月11日にウェイド・デービスが父親産休リスト入りしたため、メジャーへ昇格し、同日のニューヨーク・ヤンキース戦でメジャーデビュー。4点ビハインドの7回裏から登板し、先頭打者を打ち取ったが、その後四球を与え、続くソイロ・アルモンテに安打を打たれ、一・二塁となった場面で降板した。7月12日のクリーブランド・インディアンス戦では1回を無失点に抑えたが、7月13日にAAA級へ降格した。8月10日にメジャーへ昇格。同日のボストン・レッドソックス戦で2回を無失点に抑えたが、8月11日にウェイド・デイビスが家族の緊急時リストから復帰したため、AAA級へ降格した。9月3日に再昇格。この年は6試合に登板し、防御率0.00だった。
2014年2月27日にロイヤルズと50万1200ドルの1年契約に合意。3月23日にAAA級オマハへ異動し、開幕をAAA級で迎えた。4月7日にティム・コリンズとフランシスリー・ブエノが故障者リスト入りしたため、メジャーへ昇格したが、4月9日にルイス・コールマンが故障者リストから復帰したため、登板のないままAAA級へ降格した。6月9日にメジャーへ昇格。6月16日のデトロイト・タイガース戦でシーズン初登板となったが、0.2回を5安打6失点の乱調で、6月17日にAAA級へ降格した。6月24日にDFAとなった。

### マーリンズ傘下時代
2014年6月30日に金銭トレードでマイアミ・マーリンズへ移籍。同日にAAA級ニューオーリンズ・ゼファーズへ異動した。7月31日にDFAとなった。8月3日にAAA級ニューオーリンズへ降格した。

## 詳細情報

### 年度別投手成績
| 年 度     | 球 団     | 登 板 | 先 発 | 完 投 | 完 封 | 無 四 球 | 勝 利 | 敗 戦 | セ 丨 ブ | ホ 丨 ル ド | 勝 率 | 打 者 | 投 球 回 | 被 安 打 | 被 本 塁 打 | 与 四 球 | 敬 遠 | 与 死 球 | 奪 三 振 | 暴 投 | ボ 丨 ク | 失 点 | 自 責 点 | 防 御 率 | W H I P |
| --------- | --------- | ----- | ----- | ----- | ----- | -------- | ----- | ----- | -------- | ----------- | ----- | ----- | -------- | -------- | ----------- | -------- | ----- | -------- | -------- | ----- | -------- | ----- | -------- | -------- | ------- |
| 2013      | KC        | 6     | 0     | 0     | 0     | 0        | 0     | 0     | 0        | 0           | ----  | 25    | 5.2      | 4        | 0           | 4        | 0     | 0        | 7        | 0     | 0        | 0     | 0        | 0.00     | 1.41    |
| 2014      | KC        | 1     | 0     | 0     | 0     | 0        | 0     | 0     | 0        | 0           | ----  | 8     | 0.2      | 5        | 1           | 1        | 0     | 0        | 2        | 0     | 0        | 6     | 6        | 81.00    | 9.00    |
| 通算：2年 | 通算：2年 | 7     | 0     | 0     | 0     | 0        | 0     | 0     | 0        | 0           | ----  | 33    | 6.1      | 9        | 1           | 5        | 0     | 0        | 9        | 0     | 0        | 6     | 6        | 8.53     | 2.21    |

- 「-」は記録なし

### 背番号
- 49（2013年-2014年）